# Synagoge (Lochovice)
Koordinaten: 49° 51′ 8″ N, 13° 58′ 53,5″ O

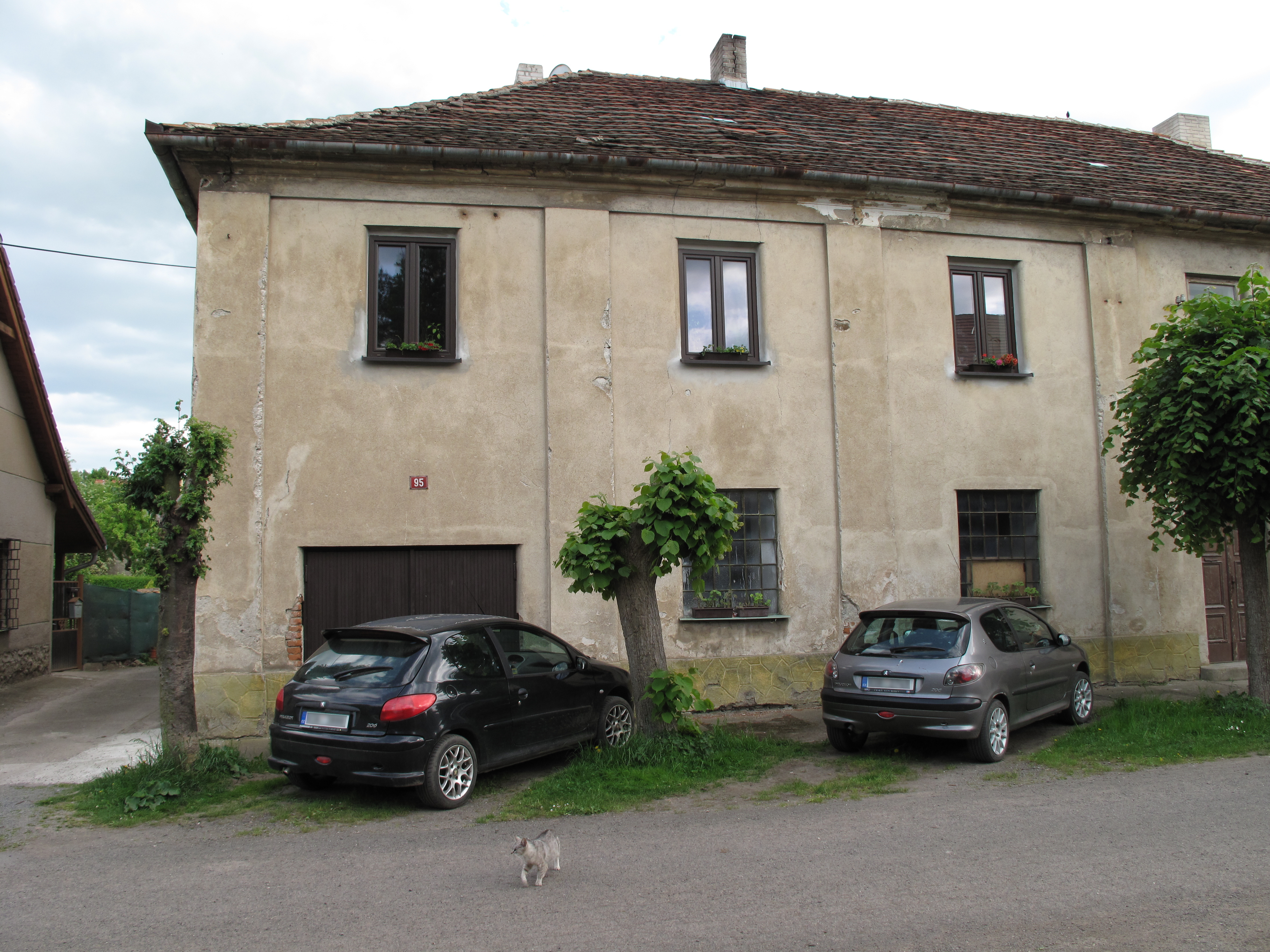
Synagoge in Lochovice

Die Synagoge in Lochovice (deutsch Lochowitz), einer tschechischen Gemeinde im Okres Beroun, wurde 1845 errichtet. 
Die profanierte Synagoge wurde zu einem Wohnhaus umgebaut.